# Ezdrás harmadik könyve

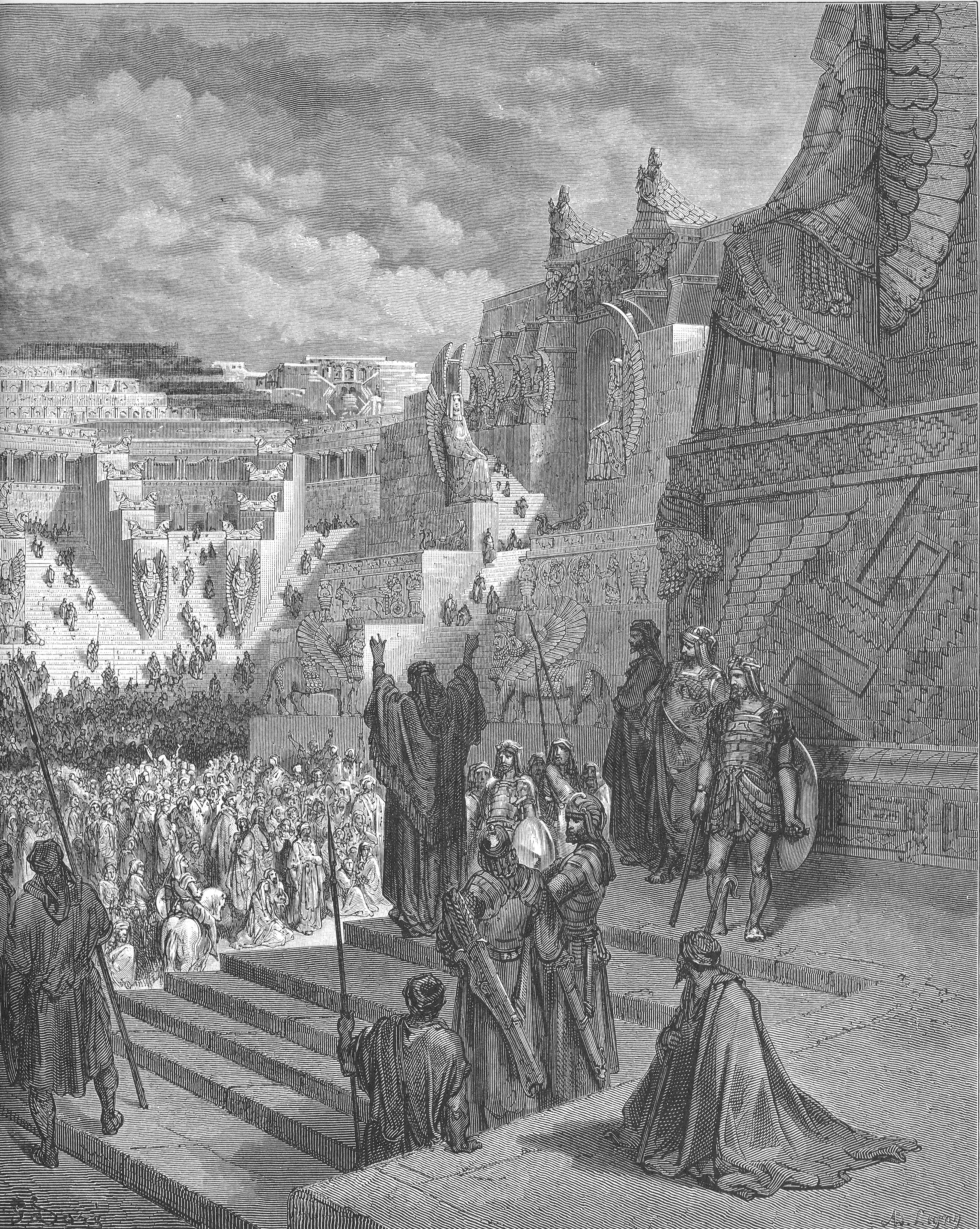
106.Artaxerxes Grants Freedom to the Jews

Ezdrás harmadik könyve ószövetségi apokrif irat.

## Keletkezési ideje, eredeti nyelve
A könyv szövege talán a Kr. e. 1. században íródott. Szerkesztője esetleg egy Rómában élő zsidó ember, de fellelhetőek rajta egyiptomi és qumráni hatások is. Teológiai sajátosságai Isten csak teremtőként való ábrázolása, illetve az a nézete, hogy Isten adja a zsidókat az ellenség kezébe. A könyv eszkatológiai tanítása nem egységes, és a Messiásnak is eszkatologikus szerepet szán.
Nagy hatással volt a keresztény liturgiára, a római misszálé temetési miseszövegére, Kolumbusz Kristófra, Isaac Newtonra és John Miltonra.

## Tartalma
A mű tulajdonképpen az ószövetségi Ezdrás és Nehémiás könyvek átdolgozott változata. Ezeken kívül tartalmazza az ún. Dareiosz-elbeszéléseket judaizált formában. Számos látomás teszi különlegessé a könyvet. Némely része hasonlóságot mutat Újszövetségi igehelyekkel:
- "Sokan vannak a teremtettek, kevesen a megváltottak." (8:3) – Vö.: Mt 22:14, Lk 13:23[1]
- Sion megszemélyesítése – Vö.: Róm 5:12–22[1]
- párhuzamos részek a 2Péter 2:19-cel és a 2Tessz 2:8-cal[1]

## Magyar nyelvű kiadás
- A Károlyi-biblia 1981-es hasonmás kiadásában: Károlyi Gáspár: Szent Biblia I.–II., (szerk. Katona Tamás) Magyar Helikon, Budapest, 1981, ISBN 963-207-545-5

## Forrás
- Benyik György. Az újszövetségi szentírás I–II. Szeged: JATE Press (1995)